# Frances Oldham Kelsey

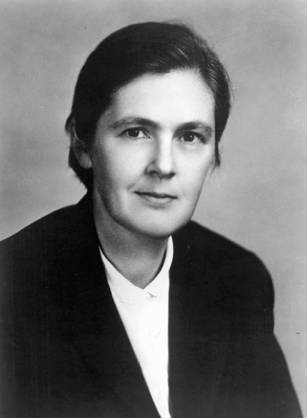
Frances Oldham Kelsey

Frances Oldham Kelsey (Cobble Hill, Canada, 24 juli 1914 – London (Ontario), 7 augustus 2015) was een Canadees/Amerikaans farmacoloog en arts. Ze is het meest bekend als medewerkster van de Amerikaanse Food And Drug Administration. Ze weigerde om thalidomide te autoriseren omdat ze zich zorgen maakte in verband met de veiligheid van dit geneesmiddel. Ze bewees dat dit middel effect had op de foetus en leidde tot aangeboren afwijkingen.
Ze werd geboren als Frances Kathleen Oldham. Oldham studeerde farmacie en behaalde haar Master Of Sciences in Pharmacology in 1935. Aanvankelijk deed ze onderzoek naar malaria. In 1960 startte ze haar carrière bij de Food And Drug Administration. Een van haar eerste verwezenlijkingen bij het FDA was het geneesmiddel thalidomide, bekend onder de merknamen Kevadon en Softenon, te onderzoeken. Dit was een pijnbestrijdend middel, specifiek voorgeschreven voor zwangere vrouwen tegen ochtendmisselijkheid. Het geneesmiddel was goedgekeurd in meer dan 20 landen. Toch gaf Oldham Kelsey geen goedkeuring om het op de markt te brengen. Ze vroeg verder onderzoek aan, ondanks druk van de producent om het op de markt te brengen. Onderzoekers ontdekten dat thalidomide kan leiden tot ernstige afwijkingen bij de geboorte. Journalist Morton Mintz van The Washington Post bracht dit schandaal naar buiten. Het leidde tot strengere controles bij het ontwikkelen van geneesmiddelen. 
In 1962 ontving Oldham Kelsey voor haar werk de President's Award for Distinguished Federal Civilian Service van John F. Kennedy. Ze was de tweede vrouw die deze prijs in ontvangst mocht nemen.
Oldham Kelsey ging in 2005 op 90-jarige leeftijd met pensioen, na een loopbaan van 45 jaar bij het FDA. Ze ging vanaf 2014 bij haar dochter in haar geboorteland wonen en overleed daar een jaar later op 101-jarige leeftijd.

## Trivia
- In "We didn't start the fire" van Billy Joel wordt thalidomide aangehaald als 'The Children of Thalidomide'